# Jorronie McLean
Jorronie McLean (sinh ngày 27 tháng 8 năm 1994) là một cầu thủ bóng đá người Quần đảo Cayman. Anh từng đại diện Quần đảo Cayman tham gia vòng loại World Cup năm 2011, lúc mới 17 tuổi.